# Хэммек, Кейли
Кейли Хэммек (англ. Caylee Hammack) — американская певица, кантри-музыкант, автор и исполнитель. Номинант нескольких музыкальных премий, включая номинацию на звание «Лучшего нового исполнителя кантри года».

## Биография
Родилась 17 марта 1994 года в г. Ellaville в Джорджии (США). Кейли начала играть музыку в 13 лет, что помогло ей почувствовать себя по-другому в её родном городе, где она никогда не чувствовала себя так хотелось..
Хотя она и не получила много музыкального образования или уроков вокала, она балы самоучкой и слушала и сама пела песни на кантри-радио. В первый раз ей пришлось отказаться от потенциальных стипендий (которые были стипендиями для занятий теннисом) после операции по удалению опухоли в возрасте пятнадцати лет. Это стало толчком к тому, что она впервые написала свою собственную песню под названием «Addictive» о таблетках от боли, которые ей пришлось принимать после операции.
В то время как её брат играл саутерн-рок, а сестра слушала песни Бритни Спирс, она открыла для себя жанр кантри и считает Dixie Chicks и SHeDAISY своим ранним вдохновением.
После того она начала интересоваться кантри-музыкой и исполнять её, о ней узнал и неожиданно позвонил суперзвезда кантри Люк Брайан и всё решилось в пользу переезда в Нашвилл. И в конце 2013 года, когда она переезжала, получив диплом об окончании средней школы и свою одежду в мусорных пакетах, то играла дебютный альбом Кейси Масгрейвс во время всей семичасовой поездки.
Вскоре она нашла для себя работу в Central Honky Tonk на Broadway в Нашвилле, начала петь там еженедельно, исполняя каверы разных песни. Перед подписанием официального контракта на запись она исполнила несколько оригинальных песен, в том числе «Redhead».
В 2019 году она была представлена в качестве восходящей кантри-звезды ведущими журналами Billboard и Rolling Stone. Она назвала Kacey Musgraves, David Bowie и Tom Waits как повлиявших на её жизнь. В 2019 она открывала выступления Lanco, Dierks Bentley, Trisha Yearwood и Miranda Lambert. Ее дебютная песня «Family Tree» вышла 18 января 2019 года и стала самой успешной дебютной песней кантри-певицы за последние три года. Позднее, 29 мая, она исполнила песню в программе Today show в её национальном теледебюте. Её предстоящий альбом представляет певицу и как продюсера, для чего она получила помощь от продюсера Майки Ривза.

## Дискография
Дискография Кейли Хэммек включает, в том числе, следующие релизы:

### Студийные альбомы
| If It Wasn’t For You | - Дата выхода: 14 августа 2020 - Лейбл: Capitol Records Nashville - Формат: CD, digital download | ... | ... | ... | ... |

## Награды и номинации
| Год  | Ассоциация | Категория                     | Номинированная работа                                | Результат |
| ---- | ---------- | ----------------------------- | ---------------------------------------------------- | --------- |
| 2020 | ACM Awards | New Female Artist of the Year | Caylee Hammack                                       | Номинация |
| 2020 | ACM Awards | Musical Event of the Year     | «Fooled Around and Fell in Love» (с Miranda Lambert) | Победа    |